# Burnhope
Burnhope è un villaggio dell'Inghilterra, appartenente alla contea del Durham.